# Каолин
 Тази статия е за минерала.  За предприятието в България вижте Каолин (предприятие).  
Каолинът е вид мека глина с бял цвят. Използва се като съставна част при производството на порцеланови изделия, хартия, гума, бои и много други продукти. Състои се от самостоятелни кристали, имащи размер от 0,2 до 50 μm, както и от минерали. Формулата му е: Al2O3·2SiO2·2H2O.
Около половината от добития каолин се използва при производството на хартия. Голяма част се използва и в порцелановата индустрия. При високи температури, използвани при производството на порцелан, каолинът не изменя цвета си, което го прави особено ценен при производството на бял порцелан.

## История
Названието на каолина произхожда от името на хълм в Китай (Kao-ling), от който е каолинът е добиван в продължение на векове. Проби от каолин са изпратени за първи път в Европа от френски йезуитски мисионер около 1700 г. като примери за материалите, използвани от китайците при производството на порцелан.

## Състав
В естественото си състояние каолинът е бял, мек прах, състоящ се основно от минерала каолинит, който се състои от приблизително шестоъгълни кристални плочки с размери от около 0,1 до 10 μm или дори по-големи. Понякога се срещат макроскопични форми, достигащи милиметров размер.
Каолинът, както се среща в природата, обикновено съдържа различни количества други минерали, като мусковит, кварц, фелдшпат и анатаз. Освен това суровият каолин често се оцветява в жълто от пигменти от железен хидроксид. Често е необходимо глината да се избелва химически, за да се отстрани железният пигмент и да се измие с вода, за да се отстранят другите минерали и за да се подготви каолинът за търговска употреба.

## В България
В България каолин се добива в открити мини в близост до Каолиново и Тодор Икономово (област Шумен), град Меричлери (община Димитровград) и градовете Ветово и Сеново (област Русе).